# بوب ديلي
بوب ديلي هو لاعب هوكي الجليد كندي، ولد في 3 مايو 1953 في كينغستون في كندا، وتوفي في 7 سبتمبر 2016 في فلوريدا في الولايات المتحدة بسبب سرطان.

## وصلات خارجية
- بوب ديلي على موقع دوري الهوكي الوطني (الإنجليزية)
- بوب ديلي على موقع قاعة مشاهير الهوكي (لاعب أن.إتش.أل) (الإنجليزية)
- بوب ديلي على موقع EliteProspects.com (الإنجليزية)
- بوب ديلي على موقع HockeyDB.com (الإنجليزية)
- بوب ديلي على موقع Hockey-Reference.com (الإنجليزية)